# Държавен преврат от Кайзерсверт
Държавният преврат от Кайзерсверт (на немски: Staatsstreich von Kaiserswerth) през 1062 г. е преврат на иммперски князе под ръководството на архиепископ Анно II от Кьолн против малолетния крал Хайнрих IV, който е под регентството на майка му Агнес Поатиенска, вдовицата на император Хайнрих III.
Чрез отвличането на младия 11-годишен крал от Кайзерпфалц в Кайзерсверт (днес част от Дюселдорф) групата получава контрола над управлението в империята. 